# Instituto Federal de Minas Gerais
O Instituto Federal de Educação, Ciência e Tecnologia de Minas Gerais (IFMG) é uma instituição brasileira que oferece educação básica, profissional e superior, de forma "pluricurricular". É uma instituição multicampi, especializada na oferta de educação profissional e tecnológica nas diferentes modalidades de ensino, com base na conjugação de conhecimentos técnicos e tecnológicos às suas práticas pedagógicas. Sua Reitoria está instalada em Belo Horizonte.

## Histórico
O instituto foi criado a partir da integração do Centro Federal de Educação Tecnológica de Ouro Preto e sua UNED em Congonhas, do Centro Federal de Educação Tecnológica de Bambuí e sua UNED em Formiga, e da Escola Agrotécnica Federal de São João Evangelista, conforme disposto na lei federal nº 11.892, de 29 de dezembro de 2008. Em 2009 foi inaugurado o campus Governador Valadares. Em 2011 foram inaugurados campi avançados de Ouro Preto em Betim, Sabará,Ribeirão das Neves, Ouro Branco e Santa Luzia. Em 2013, é esperado que em 2017 seja inaugurado o Campus Oficial Sabará, um complexo que deve comportar cerca de 1200 alunos. Em 2018 foi inaugurado o novo campus de Ibirité. 